# 梧亭区

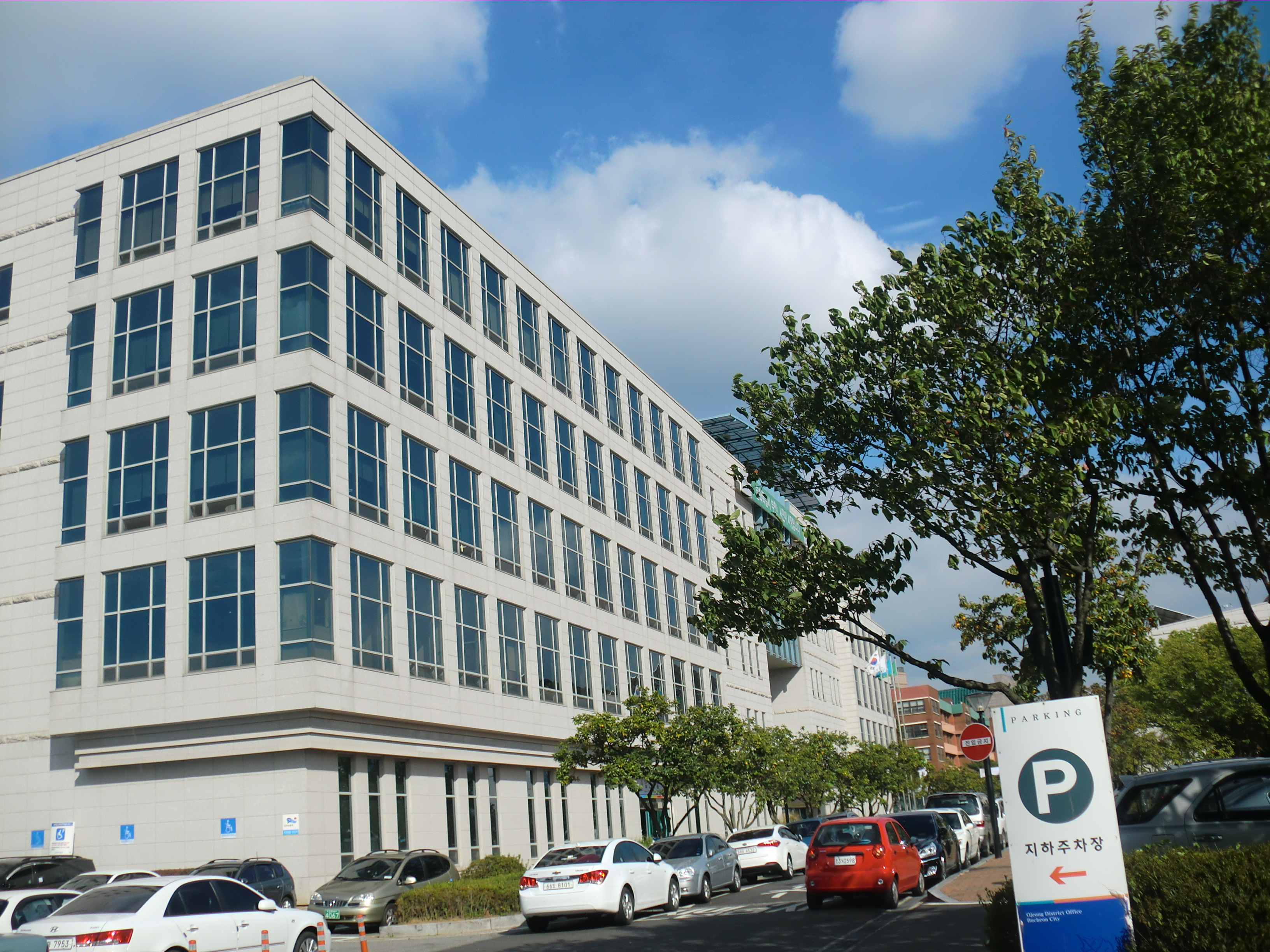
梧亭区庁

梧亭区（オジョンく）は、大韓民国京畿道富川市北部に位置する区である。2016年7月4日に責任邑面洞制の施行に伴い廃止されたが、2024年1月1日に再設置される。

## 行政区画

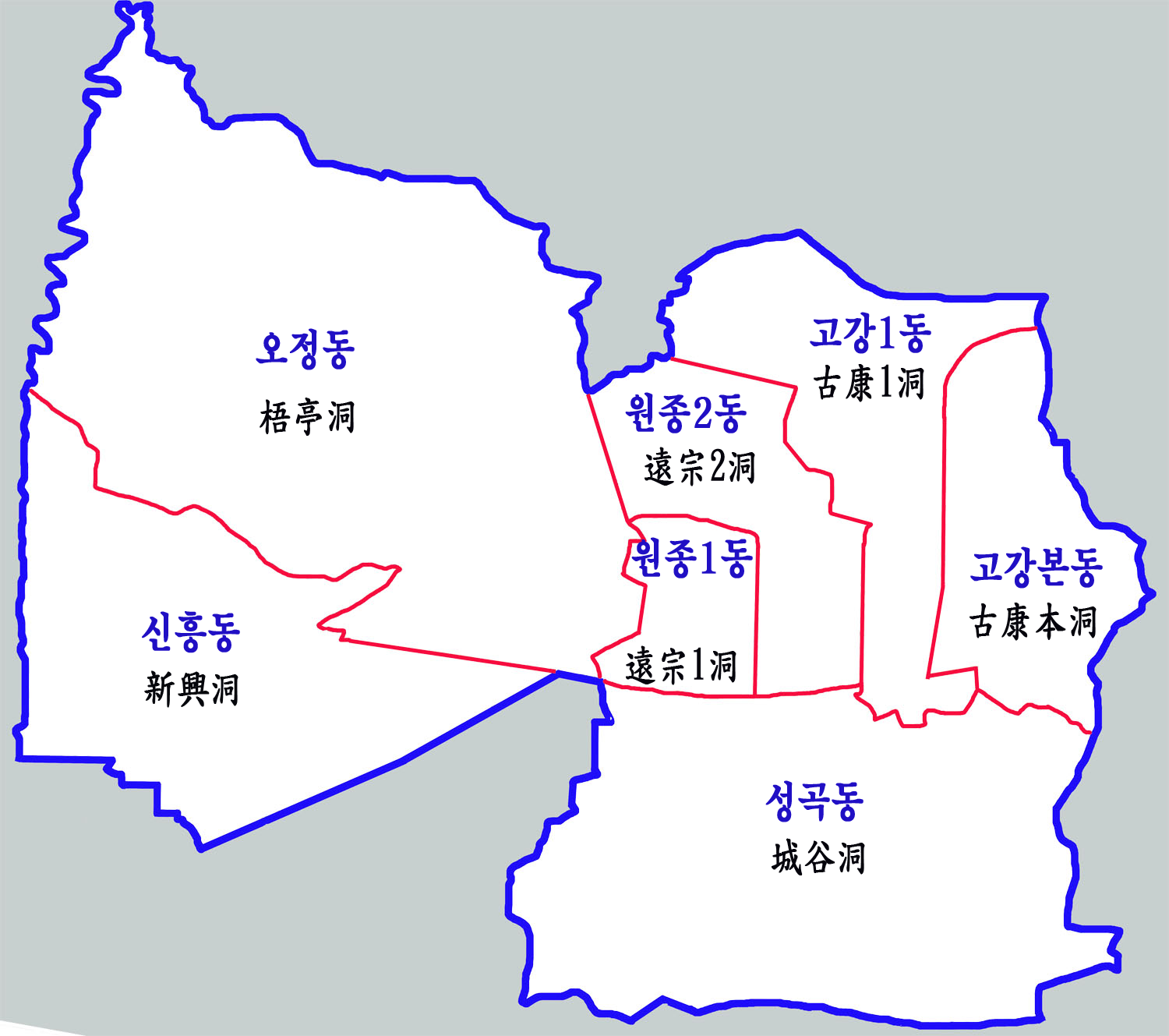
行政区域図

梧亭区は7の洞に分かれる。
| 行政洞   | 法定洞               |
| -------- | -------------------- |
| 城谷洞   | 如月洞、鵲洞、遠宗洞 |
| 遠宗1洞  | 遠宗洞               |
| 遠宗2洞  | 梧亭洞、遠宗洞       |
| 古康本洞 | 古康洞               |
| 古康1洞  | 古康洞               |
| 梧亭洞   | 梧亭洞、大壮洞       |
| 新興洞   | 三井洞、内洞         |

## 交通機関

### 鉄道
- ソウル特別市都市鉄道公社7号線（現・ソウル交通公社7号線）
  - カチウル駅※ - 富川総合運動場駅※
- 西海線
  - 遠宗駅 - 富川総合運動場駅※
- ※ カチウル駅、富川総合運動場駅の所在地は遠美区であるが、梧亭区との境界線上にある。